# ディズニーアンバサダーホテル
ディズニーアンバサダーホテル (Disney Ambassador Hotel) とは、東京ディズニーリゾート (TDR) にある日本初のディズニーホテルである。

## 概要
内装および外装は、ともにアール・デコ様式で統一されている。中庭「クロックタワー・プラザ」を挟んで、イクスピアリに、東側は連絡通路にて舞浜アンフィシアターにそれぞれ接続している。通称「アンバサダー」もしくは「アンバサダーホテル」。ここでは結婚式も挙げることが可能であり、「ディズニー・フェアリーテール・ウェディング」とも呼ばれている。
モノレール「ディズニーリゾートライン」の駅に連絡していないため、東京ディズニーランド (TDL) および東京ディズニーシー (TDS) との間にシャトルバス「ディズニーリゾートクルーザー」が運行されている。
ホテル内のエレベーターではミッキーマウスの声で「3階だよ」などと案内する。これは東京ディズニーシー・ホテルミラコスタや東京ディズニーランドホテルでも同様である。また、ブッフェ形式のキャラクターダイニングレストラン「シェフ・ミッキー」ではミッキーマウスやミニーマウスなどのディズニーの仲間たちがレストラン内の各テーブルを回ってくるサービスがある。これらは、ディズニーブランドを利用したサービスの例である。2010年には、ドナルドのコスチュームであるセーラー服の色を基調にしたドナルドダックルームが、2013年には、ミッキーマウスおよびミニーマウスの初期コスチュームを基調にしたミッキーマウスルーム、ミニーマウスルームがそれぞれ誕生した。
2013年1月23日から同年2月5日まで、全館改装のため宿泊、レストランを含め休業を行った。
2017年2月6日より、「スティッチルーム」「チップとデールルーム」が登場。それに伴い、2017年5月28日をもって「デラックスルーム」の提供を終了した。
新型コロナウイルス感染症の影響による東京ディズニーランドおよび東京ディズニーシー休園に伴い、2020年2月29日より営業内容を変更、同年4月1日より休業。同年6月30日15時より運営再開。
2021年6月8日 - 6月22日、ドナルドダックの誕生日を祝いロビーにフラワーアレンジメントを設置。また、同年6月8日 - 9日にドナルドダックルームに宿泊した人にはフラワーアレジメントがプレゼントされた。
- 所在地： 千葉県浦安市舞浜2-11
- 開業日： 2000年7月7日
- 客室数： 504室
- 料飲施設： 4箇所
- 宴会施設： 7箇所
- 所有： オリエンタルランド（土地・建物はイクスピアリへ賃借し、建物はさらにミリアルリゾートホテルズへ転借）
- 経営・運営： ミリアルリゾートホテルズ
- 建設主： 清水建設・東急建設

## 特徴

### ホテル内店舗

#### フェスティバル・ディズニー
ディズニーグッズショップ。TDLやTDSの代表的なグッズを取り扱う。ディズニーアンバサダーホテル限定のグッズも販売している。

#### サンセットサンドリー
日用雑貨を始め、弁当や惣菜、酒類を取り扱う。医薬品の取り扱いは終了した

### ホテル内施設

#### パームガーデンプール
屋外プール。夏期間のみ営業。宿泊客のみが利用できる。料金は無料。ロッカーおよびタオルの利用も無料だが、水着のレンタルや販売は行っていない。

#### パームガーデン・バー
パームガーデンプール付属のバー。営業時間、営業時間はパームガーデンプールの営業時間に準じる。

#### ゲームアーケード
ゲームセンター

### レストラン

#### シェフ・ミッキー
ビュッフェ形式。当初は時間制限はなかったが、2012年1月7日からは時間制限（90分又は2時間）が導入されている。また、全席禁煙である。以前はアルコール類の提供は行っていなかったが、2006年11月よりランチタイムとディナータイムにワインとビールの提供を開始した。
朝食の時間帯はアンバサダーホテル宿泊者しか利用できない。
シェフ、ウェイター、ウェイトレスの衣装を着たミッキーマウス、ミニーマウス、ドナルドダック、デイジーダックによるキャラクターグリーティングが行われている。過去には プルート、チップ&デールも出演していたが、2015年4月より上記4人で固定となっている。
来店記念のスーベニアカップ（樹脂製のマグ）は、レストランで食事をしなくても購入が可能である。以前はデニッシュやプレッツェルなどのベーカリの販売も行っていたが、現在はチックタック・ダイナーでの販売に移行した。
2013年2月6日より、登場するキャラクターおよびキャラクターの衣装が変更された。
2018年11月1日より、営業時間が変更となった。ランチとディナーの区別がなくなり、全時間帯で利用時間が90分制となる。また、キャラクターとのグリーティングは各キャラクター1回と明示された。
2020年3月1日より営業休止。
2020年7月1日よりブレックファストの営業再開、同年8月1日よりディナーの営業再開。いずれもキャラクターの出演はなし。
2021年4月1日よりキャラクターとのグリーティングを再開。ミッキーマウスのみでフォトロケーション形式となる。利用時間制限はランチ80分、ディナー90分となる。

##### シェフ・ドナルド
2011年に開業10周年の記念イベントとしてドナルドダックがシェフになるシェフ・ドナルドが期間限定で導入された。
2012年も同様に期間限定で実施されたが、時間制限（90分又は2時間）が導入された。

#### エンパイア・グリル
カリフォルニア・グリル料理。

#### チックタック・ダイナー
1950年代アメリカのダイナーをイメージした店内で、サンドウィッチやコーヒーを提供する。2019年1月7日より朝食メニューの提供を開始予定。

#### 花 Hana
和食。店内は鉄板焼きカウンターとテーブル席に分かれ、個室もある。子どもを連れた家族向けのスペースを新設するため、2019年1月6日をもって営業終了。

#### ハイピリオン・ラウンジ
ロビーラウンジ。
2017年4月1日より、朝食時間帯を除きアラカルトなどの食事のメニューが廃止され、ケーキセット、ドリンクのみの提供となる。

## 宿泊者向け基本サービス

### 外国通貨の両替
宿泊者は、フロントにて外国通貨の両替のサービスを受けられる。

### フォトエキスプレス
ゲストサービスカウンターにて、写真の現像を受け付けている。フィルムが対象であり、デジタルカメラからのプリントは受け付けていない。TDR内で撮影した写真であれば、ディズニーアンバサダーホテルオリジナルのフォトフレーム付きでのプリントもできる。

## 結婚式
ディズニーアンバサダーホテルでは結婚式を開催するプランがいくつか設定されている。
「ディズニー・フェアリーテイル・ウェディング」として、ディズニーのプリンセス、プリンスをモチーフにしたウェディングドレス、衣装も用意されている。
ディズニー・ロイヤルドリーム・ウェディング
2012年3月にプランが発表された。営業時間内の東京ディズニーランドのシンデレラ城での挙式を執り行う。
2012年9月に最初の挙式が行われた際には報道も行われている。
2013年3月1日には東小雪とそのパートナーが初めての同性挙式を行ったが、婚姻関係について法的な有効性を持つものではない。
ディズニー・セレブレーション・ウェディング
フルオーダーの組み合わせで結婚式が開催できる。
ザ・ハピエスト・デイ〜シェア・ウィズ・ミッキー＆フレンズ〜
ディズニーのキャラクターたちを登場させることができる。
また、挙式特典（有料オプション）として以下のような他のホテル、挙式場では見られないサービスがある。
サイニングセレモニー
ミッキーマウスとミニーマウスまたはドナルドダックとデイジーダックを呼び、結婚証明書への署名を務めてもらう。
キャッスル・フォト・イン・ファンタジーランド
開業前の東京ディズニーランドで挙式衣装でのスナップ撮影を行う。

## マーベル スペシャルルーム“アベンジャーズ：ヒーローズ・ユナイテッド
2023年、ディズニーアンバサダーホテル内にマーベル・スタジオ（ウォルト・ディズニー・スタジオ）のマーベル・シネマティック・ユニバース内のアベンジャーズをテーマにした客室が設けられる事が発表された。マーベル関連が東京ディズニーリゾートのホテルで登場するのは初となった。